# بورتسي (كونييتش)
بورتسي (بالسيريلية Борци) هي قرية في البوسنة والهرسك. وهي تقع في بلدية كونييتش التابعة لكانتون الهرسك-نيريتفا في اتحاد البوسنة والهرسك. طبقا لنتائج تعداد البوسنة عام 2013 فقد كان عدد سكانها 38 نسمة.

## التاريخ
على أراضي القرية تقع مقبرة مدرجة على قائمة الآثار الوطنية للبوسنة والهرسك.
بالإضافة إلى اثنين من المعالم الأخرى المدرجة أيضا ومنها كنيسة أرثوذكسية بنيت في عام 1896. وفيلا شانتتش التي بنيت في عام 1902.

## التركيبة السكانية

### التطور التاريخي للسكان
| 1961 | 1971 | 1981 | 1991 | 2013 |
| ---- | ---- | ---- | ---- | ---- |
| 282  | 225  | 223  | 254  | 38   |

## وصلات خارجية
- Maplandia (بالإنجليزية)